# Sternocoelis diversepunctatus
Sternocoelis diversepunctatus är en skalbaggsart som beskrevs av Maurice Pic 1911. Sternocoelis diversepunctatus ingår i släktet Sternocoelis och familjen stumpbaggar. Inga underarter finns listade i Catalogue of Life.